# 六 (国)
六（りく、拼音: lù）は、周の時代に淮河流域にあった諸侯国、皋陶の後裔で、春秋時代後期には楚の付庸国となっていて、楚の穆王に滅ぼされた。
郭沫若の「両周金文辞体系考釈」では、西周青銅器の銘文に出現する「録」及び「録伯」は、後の春秋時代の六であるとしている。西周時代の周王が録伯に淮夷に対する防衛警備を命令した史実が、青銅器の銘文に記録されている。
春秋時代に楚が隆盛となり、六は楚の付庸国と成り下がった。「春秋・文公5年」（紀元前622年）の記載で、六は楚に滅ぼされたとある。「春秋左伝」での補足で、これは六が楚に背き東夷と親交を結んだ結果であるとしている。同じ年、楚は現在の河南省信陽市固始県の蓼を滅ぼした。両国の滅亡は、魯の大夫臧辰（臧文仲）に皋陶（庭堅）の後裔は凋落してしまったと嘆かせた。
注意に値することとして、『史記』巻14「十二諸侯年表」の記載では楚の成王惲26年「六・英を滅ぼす」とあり、楚の穆王商臣4年では「六・蓼を滅ぼす」とある。後者は上に述べたように『春秋』経伝記載の穆王が六・蓼の両国を滅ぼすということであるが、『史記』巻40「楚世家」では成王26年、英を滅ぼすとあるのみで、六を滅ぼすとの記載がない。